# Region Centrale
Centrale (dt. Zentral) ist eine Region Togos mit der Hauptstadt Sokodé.

## Geographie
Die Region liegt in der Mitte des Landes und grenzt im Norden an die Region Kara, im Süden an die Region Plateaux, im Westen an Ghana und im Osten an Benin.